# Alsóújlak
Alsóújlak är en ort i Ungern.   Den ligger i provinsen Vas, i den västra delen av landet, 170 km väster om huvudstaden Budapest. Alsóújlak ligger 181 meter över havet och antalet invånare är 613.
Terrängen runt Alsóújlak är platt. Runt Alsóújlak är det ganska glesbefolkat, med 29 invånare per kvadratkilometer. Närmaste större samhälle är Vasvár, 5,4 km sydväst om Alsóújlak. Trakten runt Alsóújlak består till största delen av jordbruksmark.